# Rio Jaguari (vattendrag i Brasilien, São Paulo)
Rio Jaguari är ett vattendrag i Brasilien.   Det ligger i delstaten São Paulo, i den sydöstra delen av landet, 800 km söder om huvudstaden Brasília.
Omgivningen kring Rio Jaguari är det i huvudsak tätbebyggd. och tätbefolkad, med 709 invånare per kvadratkilometer.